# Battaglia di Cebu
La battaglia di Cebu o battaglia della città di Cebu (in filippino Labanan sa Lungsod ng Cebu; cebuano Gubat sa Dakbayan sa Sugbo) è stata combattuta tra il 26 marzo ed l'8 aprile 1945 durante la campagna di liberazione delle Filippine, che portò alla conquista da parte delle truppe alleate della città filippina di Cebu.

## I precedenti della battaglia
Dopo aver lanciato la loro campagna di liberazione delle Filippine con la battaglia di Leyte nell'ottobre del 1944, le forze alleate cercarono di consolidare i successi conseguiti inviando truppe a Luzon nel gennaio 1945. Dopo aver ottenuto ulteriori successi, circa un mese dopo, il generale statunitense Douglas MacArthur, iniziò a pianificare la conquista totale di tutte le Filippine.
A tale scopo alla Eighth United States Army guidata dal generale Robert L. Eichelberger ricevette il compito di intraprendere una serie di sbarchi nelle Filippine meridionali, in particolare a Mindanao, Luzon e Cebu. Prima del conflitto la città era stata il secondo centro industriale più importante dell'arcipelago delle Filippine e poteva fornire alle forze alleate un'ottima base per le future operazioni.
L'isola era presidiata da un contingente di 145 000-15 000 soldati giapponesi, acquartierati in maggioranza nella città di Cebu e sulla costa orientale. Appartenenti per la maggior parte alla 35ª Armata dell'Esercito imperiale giapponese, queste truppe erano truppe di supporto inviate per fare da supporto all'evacuazione di Luzon e schierate e organizzate in unità di combattimento. La maggioranza delle unità di combattimento apparteneva alla divisione di fanteria della 102ª Divisione dell'esercito imperiale giapponese (composta dalla 78ª Brigata di fanteria e dal 173º Battaglione indipendente di fanteria) e dalla 1ª Divisione dell'esercito imperiale giapponese (composta dal 1°, dal 49º e 57º reggimento di fanteria), ridotti ormai a battaglioni dopo essere stati decimati dagli alleati a seguito dello sbarco a Luzon. Lo schieramento giapponese comprendeva anche alcune unità navali

Ancorata nella baia di Leyte, dove due giorni prima aveva assistito lo sbarco delle truppe alleate, una flotta di incrociatori e cacciatorpediniere appartenenti alla Settima Flotta degli Stati Uniti

## La battaglia
Dopo un periodo preliminare di bombardamenti, la battaglia ebbe inizio il 26 marzo 1945 quando le forze alleate lanciarono l'operazione Operation Victor II.